# Арендал (США)
Арендал (англ. Arendahl) — тауншип в округе Филмор, Миннесота, США. На 2000 год его население составило 333 человека.

## География
По данным Бюро переписи населения США площадь тауншипа составляет 92,7 км², из которых 92,4 км² занимает суша, а 0,3 км² — вода (0,34 %).

## Демография
По данным переписи населения 2000 года здесь находились 333 человека, 118 домохозяйств и 94 семьи.  Плотность населения —  3,6 чел./км².  На территории тауншипа расположено 137 построек со средней плотностью 1,5 построек на один квадратный километр. Расовый состав населения: 99,70 % белых и 0,30 % коренных американцев.
Из 118 домохозяйств в 34,7 % воспитывались дети до 18 лет, в 71,2 % проживали супружеские пары, в 2,5 % проживали незамужние женщины и в 20,3 % домохозяйств проживали несемейные люди. 15,3 % домохозяйств состояли из одного человека, при том 5,9 % из — одиноких пожилых людей старше 65 лет. Средний размер домохозяйства — 2,82, а семьи — 3,19 человека.
27,6 % населения — младше 18 лет, 4,5 % — в возрасте от 18 до 24 лет, 27,9 % — от 25 до 44, 22,5 % — от 45 до 64, и 17,4 % — старше 65 лет. Средний возраст — 40 лет. На каждые 100 женщин приходилось 98,2 мужчин.  На каждые 100 женщин старше 18 приходилось 117,1 мужчин.
Средний годовой доход домохозяйства составлял 42 500 долларов, а средний годовой доход семьи —  45 417 долларов. Средний доход мужчин —  29 688  долларов, в то время как у женщин — 25 250. Доход на душу населения составил 16 915 долларов. За чертой бедности находились 6,5 % семей и 10,1 % всего населения тауншипа, из которых 17,3 % младше 18 и 4,6 % старше 65 лет.